# دی‌ای‌پی‌آی
دی‌ای‌پی‌آی (به انگلیسی: DAPI) با فرمول شیمیایی C۱۶H۱۵N۵ یک ترکیب شیمیایی با شناسه پاب‌کم ۲۹۵۴ است؛ که جرم مولی آن ۲۷۷٫۳۲۴ g/mol می‌باشد.

## کاربرد
به دلیل آن که این ماده به نقاط غنی از آدنین و تایمین در ساختار DNA متصل می‌شود و رنگ فلوئوروسنت از خود ساطع می‌کند، برای مطالعات و تحلیل چرخه سلولی(Cell Cycle analysis) کاربرد دارد.